# Town and Country (Zeitschrift)
Town and Country ist eine englischsprachige Zeitschrift.

## Großbritannien
Das Town and Country Magazine wurde in Großbritannien seit 1769 veröffentlicht. Es beschäftigte sich insbesondere mit den Gerüchten über den Adel. 

## USA
Von Nathaniel Parker Willis und New York Evening Mirror Zeitungsverleger George Pope Morris wurde in den Vereinigten Staaten seit 1846 eine Zeitschrift unter dem gleichen Namen veröffentlicht. Sie beschäftigt sich mit modernem Lebensstil.